# Alpakesa nolinae
Alpakesa nolinae är en svampart som först beskrevs av Pollack, och fick sitt nu gällande namn av Morgan-Jones, Nag Raj & W.B. Kendr. 1972. Alpakesa nolinae ingår i släktet Alpakesa, divisionen sporsäcksvampar och riket svampar.   Inga underarter finns listade i Catalogue of Life.